# Trần Trung Kiên
Trần Trung Kiên (sinh ngày 9 tháng 2 năm 2003) là một cầu thủ bóng đá chuyên nghiệp người Việt Nam hiện đang thi đấu ở vị trí thủ môn cho câu lạc bộ V.League 1 Hoàng Anh Gia Lai và đội tuyển bóng đá quốc gia Việt Nam.

## Sự nghiệp câu lạc bộ
Trung Kiên bắt đầu sự nghiệp bóng đá vào năm 2018, khi anh được nhận vào Học viện bóng đá Hoàng Anh Gia Lai với chiều cao vượt trội của mình (1m88) so với các bạn đồng trang lứa.
Năm 2022, Trung Kiên được cho đội hạng Nhì Đồng Nai mượn, sau đó chuyển sang khoác áo đội bóng hạng Nhất Công An Nhân Dân. Anh giành được danh hiệu vô địch V.League 2 mùa giải 2022 mà không thi đấu một phút nào.
Vào ngày 5 tháng 8 năm 2023, Trung Kiên có màn ra mắt chính thức tại giải Vô địch Quốc gia trong trận thua 0–1 của Hoàng Anh Gia Lai trước Thành phố Hồ Chí Minh.

## Sự nghiệp quốc tế
Trần Trung Kiên khoác áo đội tuyển U-23 Việt Nam và giành chức vô địch giải U-23 Đông Nam Á 2023. Tuy nhiên, anh chỉ là thủ môn dự bị và không ra sân trận nào ở giải.
Năm 2024, Trung Kiên tiếp tục được triệu tập trong danh sách sơ bộ đội tuyển U-23 Việt Nam để chuẩn bị cho Cúp bóng đá U-23 châu Á 2024. Vào tháng 10 năm 2024, anh lần đầu tiên được triệu tập lên đội tuyển quốc gia cho trận giao hữu gặp Ấn Độ, và sau đó lọt vào danh sách chính thức của đội tuyển Việt Nam tham dự Giải vô địch bóng đá ASEAN 2024.
Năm 2025, Trung Kiên bắt chính trong cả bốn trận đấu của đội U-23 Việt Nam tại giải U-23 ASEAN 2025, giải đấu mà đội tuyển đã bảo vệ thành công ngôi vô địch.

## Danh hiệu
Công An Nhân Dân
- V.League 2: 2022

U-23 Việt Nam
- Giải vô địch bóng đá U-23 Đông Nam Á: 2023, 2025

Việt Nam
- Giải vô địch bóng đá ASEAN: 2024